# سهره زمینی میان‌جثه
سهره زمینی میان‌جثه (نام علمی: Geospiza fortis) نام یک گونه از سرده سهره‌های زمینی است.